# Liebstadt
Liebstadt ist eine im Übergangsgebiet von Osterzgebirge und Elbtalschiefergebirge gelegene Landstadt im Landkreis Sächsische Schweiz-Osterzgebirge. Mit etwa 1400 Einwohnern ist sie die kleinste Stadt Sachsens und weist auch die geringste Bevölkerungsdichte aller sächsischen Städte auf.

## Geographie

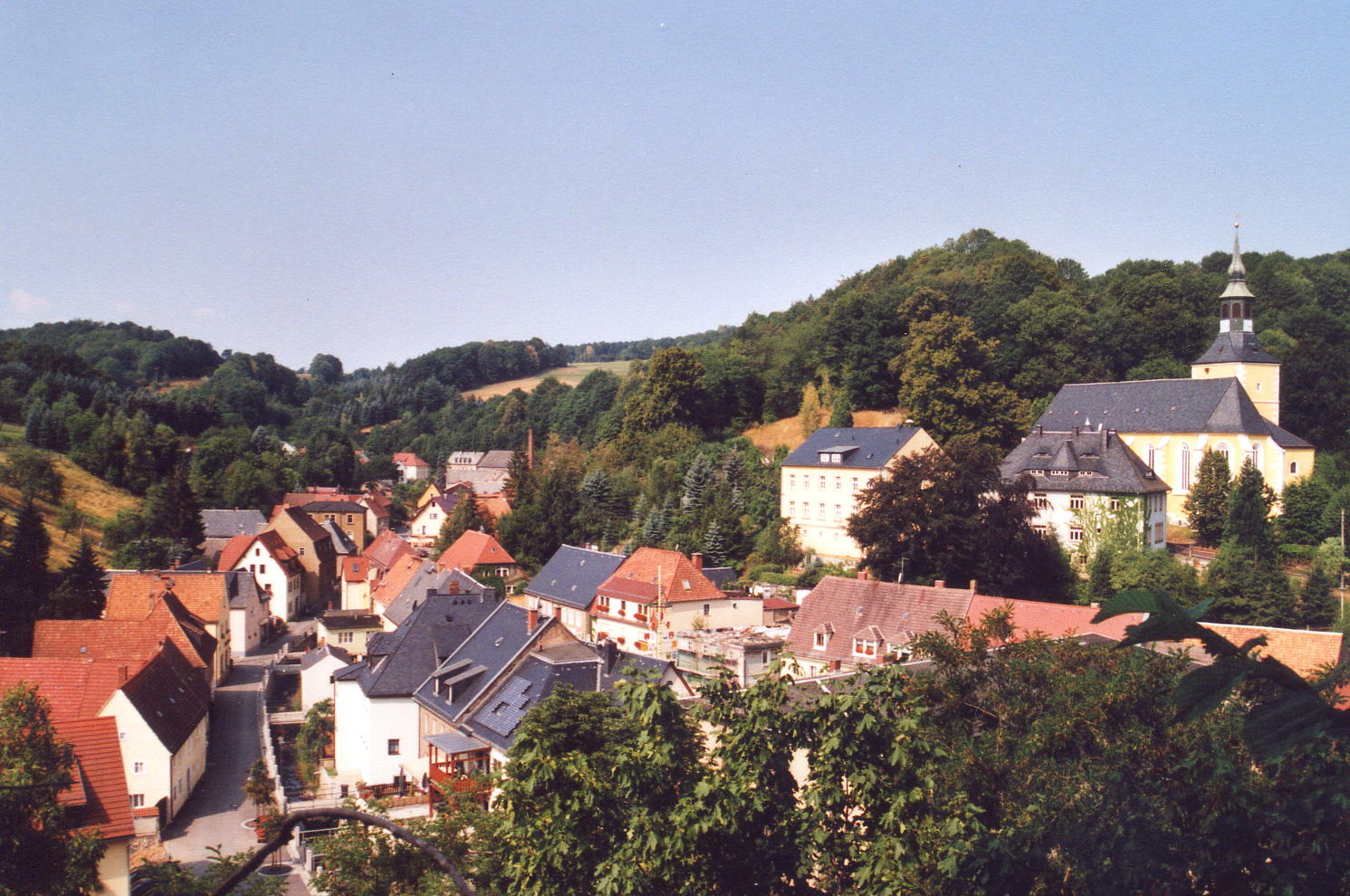
Blick von Schloss Kuckuckstein auf die Stadt

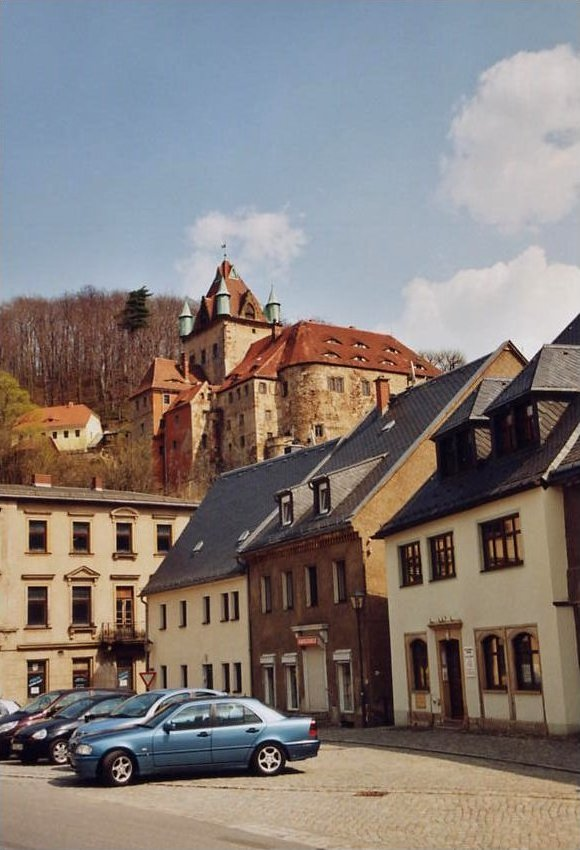
Blick vom Markt zum Schloss

### Geographische Lage
Das Gemeindegebiet von Liebstadt befindet sich etwa 15 km südwestlich von Pirna. Es umfasst vor allem den zwischen der Müglitz und der Seidewitz liegenden Höhenrücken. Die Stadt Liebstadt selbst befindet sich in einem schmalen Talkessel am Zusammenfluss der Seidewitz mit dem Döbraer Bach auf etwa 333 m ü. NN (ehem. Gasthof „Zum schwarzen Kleeblatt“ am Markt). Die ländlichen Ortsteile sind aber alle höher gelegen und reichen bis auf 583 m ü. NN (nahe Waltersdorf). Der niedrigste Punkt befindet sich auf 208 m ü. NN im Müglitztal nahe Mühlbach. Einige markante Erhebungen auf dem Stadtgebiet sind die Napoleonschanze bei Herbergen (428 m ü. NN), der Käferberg (414 m ü. NN), der Galgenberg (427 m ü. NN), der Ziegenrücken (453–499 m ü. NN) und einige namenlose Erhebungen im Süden (bis 595 m ü. NN).

### Geologie
Die im Raum Liebstadt lagernden Untergrundgesteine sind dem Freiberger Grauen Gneis zuzuordnen. Dieses Gestein entstand im Laufe der Heraushebung des Erzgebirges bei der Umwandlung älterer Sedimente unter hohem Druck. Nördlich von Liebstadt befindet sich mit dem Elbtalschiefergebirge (Mittelsächsische Überschiebung) ein schmales, aber auf engstem Raum geologisch vielgestaltiges Übergangsgebiet zur Elbtalweitung. Widerstandsfähige Granite und Porphyre bilden schmale Höhenrücken mit Härtlingskuppen.

### Naturraum
Naturräumlich gehört das Gebiet um Liebstadt dem unteren Osterzgebirge an. Das Oberflächenbild wird durch die weiten, reliefenergieschwachen und nach Süden hin ansteigenden Gneishochflächen geprägt. Sie werden von Flüssen und Bächen zerschnitten, die konsequent der Abdachung des Osterzgebirges folgen und die Hochflächen zum Teil stark zerschneiden. So hat sich zum Beispiel die Seidewitz zwischen Liebstadt und Pirna in einzelnen Abschnitten als Durchbruchstal über 70 m tief in die Untergrundgesteine des Elbtalschiefergebirges eingeschnitten und dabei einzelne Felsklippen freigelegt. Im Raum um Liebstadt liegen die Jahresmitteltemperaturen zwischen 7 und 8 °C und im Mittel werden 750–800 mm Niederschlag im Jahr erreicht. Etwa 10 % des Niederschlages können als Schnee fallen. Die Vegetationsperiode ist im Schnitt über 200 Tage lang. Für die Bodenausbildung sind Braunerden und Braunstaugleye dominierend. Die vergleichsweise günstigen naturräumlichen Bedingungen haben die Besiedlung des Gebietes bis in die Kammlagen des Osterzgebirges frühzeitig gefördert. In der Folge führten landwirtschaftliche und bergbauliche Nutzungen zu einer großflächigen Entwaldung der Region zwischen Elbtal, Liebstadt und Osterzgebirgskamm. Dadurch begünstigte Hochwasser haben in der Vergangenheit wiederholt, zuletzt insbesondere 1927 und 2002, schwere Schäden verursacht. Deshalb wird die Seidewitz zum Hochwasserschutz südlich von Liebstadt seit 1967 durch ein Rückhaltebecken gestaut.

### Ortsgliederung
Liebstadt ist eine der kleinsten Städte Sachsens und besteht aus den acht Ortsteilen (von Süden nach Norden):
- Waltersdorf
- Döbra
- Berthelsdorf
- Liebstadt
- Herbergen
- Seitenhain
- Großröhrsdorf
- Biensdorf

## Geschichte

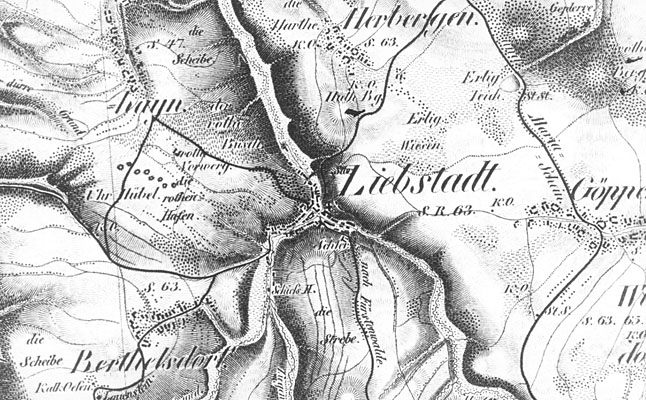
Liebstadt, Berthelsdorf, Herbergen und Seitenhain auf der Oberreitschen Karte von 1821

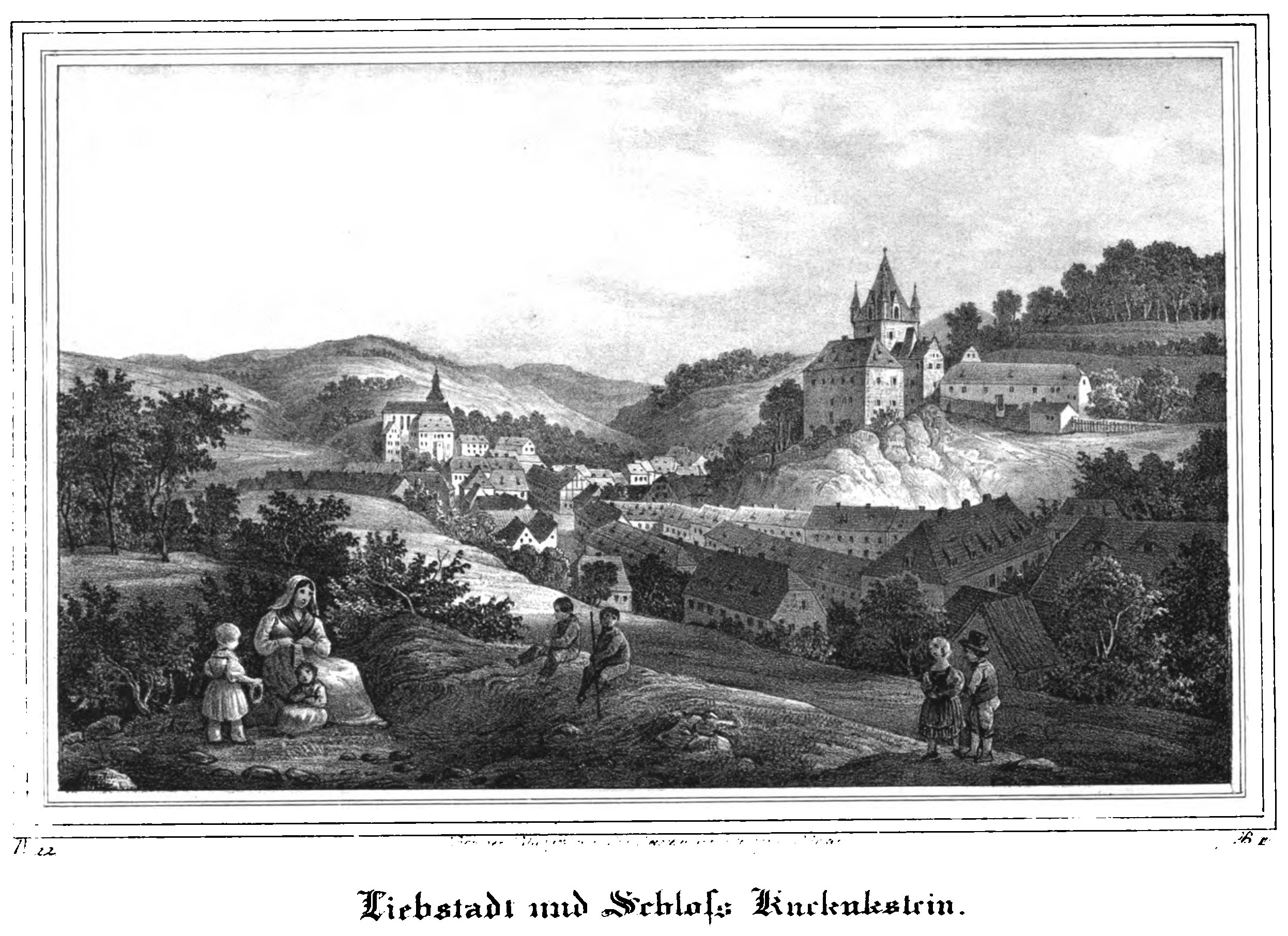
Blick auf Liebstadt und Schloss Kuckuckstein (um 1840)

Die Geschichte der Stadt ist untrennbar mit der des Schlosses Kuckuckstein verbunden. Bereits unter Heinrich I. wurde die Burg vermutlich zwischen 930 und 940 erbaut. Sie beherrscht damit die Handelswege von Pirna über das Seidewitztal nach Börnersdorf und dann weiter auf der Alten Dresden Teplitzer Poststraße nach Breitenau und Fürstenwalde über den Kamm des Osterzgebirges nach Kulm in Böhmen. Diese Strecke ist weniger anstrengend als der Weg durch das Müglitztal von Dohna über Bärenstein, Lauenstein und Voitsdorf nach Graupen und wie die östlichere Strecke über den Geiersberg und nur wenig länger als der Weg über den Nollendorf-Kulmer-Pass (Neue Dresden Teplitzer Poststraße von Pirna über Gottleuba und Oelsen nach Aussig bzw. Teplitz).
Die Entstehung der Stadt ist dabei sehr eng mit den Burggrafen von Dohna verbunden. Sie waren ein edelfreies Geschlecht, welches durch Kaiser Friedrich I. mit der reichsunmittelbaren Burggrafschaft Donin (heute Dohna bei Pirna) belehnt wurden. Der erste nachweisbare Besitzer von Liebstadt war Otto von Dohna, der am 19. Oktober 1286 Liebstadt an das Bistum Meißen verleiht. In dieser Urkunde wird nur das Städtchen (civitas Libenstat), nicht die Burg erwähnt.
Auch die heutigen dörflichen Ortsteile sind wie alle Dörfer der Region größtenteils im 13. Jahrhundert als Waldhufendörfer entstanden.
Liebstadt wird erst wieder 1410 erwähnt, nachdem die Donins in der Dohnaischen Fehde 1402 dem Meißner Markgrafen Wilhelm I. unterlegen waren und damit alle ihre Besitzungen verloren hatten. Der Markgraf belehnte die Brüder Günther und Heinrich von Bünau für ihre Treue zu ihm und ihre militärischen Verdienste unter anderem auch mit Liebstadt. Die Bünaus werden bis 1691 die Geschicke der Stadt und ihres Umlandes lenken. 1492 erhält Liebstadt erneut das Stadt- und Marktrecht. Das Schloss und damit auch die Stadt wechselt seinen Besitzer nach den Bünaus mehrfach, bis das Schloss 1774 von Hans Carl August von Carlowitz ersteigert wird und bis 1931 im Besitz der Familie von Carlowitz verbleibt.
Zudem wurde auch Liebstadt und die Dörfer in der Umgebung von den kriegerischen Auseinandersetzungen mit den Hussiten, im Dreißigjährigen und im Siebenjährigen Krieg und im Napoleonischen Krieg hart von Verwüstungen, Not, Elend und Krankheiten betroffen.
Das heutige Stadtgebiet entstand mit der sächsischen Gemeindegebietsreform von 1994.
2000 haben sich die Städte Bad Gottleuba-Berggießhübel, Liebstadt und die Gemeinde Bahretal zu einer Verwaltungsgemeinschaft zusammengeschlossen mit Bad Gottleuba-Berggießhübel als erfüllender Gemeinde.

### Wappen und Name

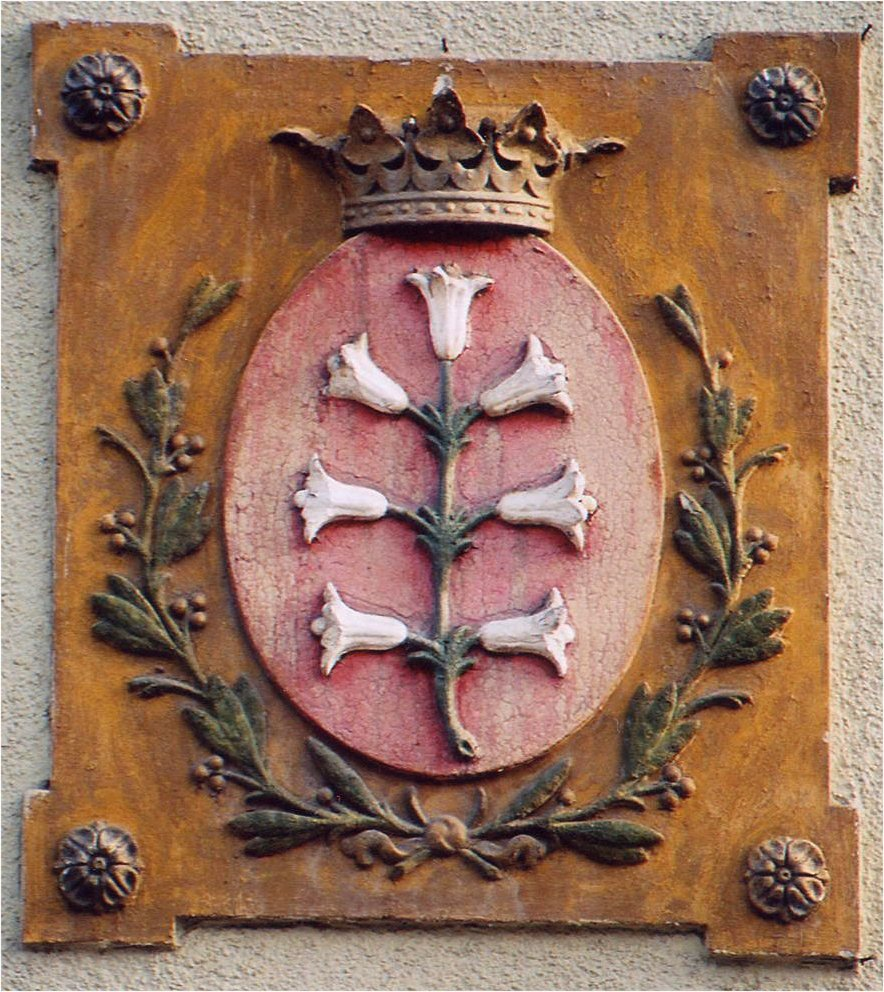
Stadtwappen

Das Stadtwappen zeigt in Rot eine grüne Lindenstaude mit sieben silbernen Lilien. Es wird im frühen 16. Jahrhundert erstmals erwähnt und lehnt sich an die Lilien im Wappen der früheren Schlossbesitzer der von Bünaus an. Bei der Übernahme von Schloss und Stadt fügte Hans Carl August von Carlowitz 1774 dem Wappen eine Adelskrone und einen die Lilien umrankenden Lorbeerkranz hinzu.
Der Name Liebstadt kann als Synonym für eine liebliche Stätte (Wohnstätte) gedeutet werden und verweist vermutlich auf die geschützte Tallage. Als Schreibweisen sind u. a. Libenstat (1286), Libinstat (1338), Lybinstad (1423), Libstat (1435), Liebestadt (1492) und Leybenstath (1495) überliefert.

### Eingemeindungen
- 1973: Berthelsdorf, Herbergen, Seitenhain
- 1994: Döbra, Großröhrsdorf, Waltersdorf

### Entwicklung der Einwohnerzahl
Die folgende Tabelle gibt die Einwohnerentwicklung der gesamten Stadt unter Berücksichtigung der Eingemeindungen wieder. Zahlen zur Bevölkerungsentwicklung der Ortsteile sind in den Ortsteilartikeln enthalten.
| Jahr | Einwohner | Gebäude | Bemerkungen                                       |
| ---- | --------- | ------- | ------------------------------------------------- |
| 1300 | 150 (1)   |         |                                                   |
| 1500 | 250       |         |                                                   |
| 1530 | 500       | 71      |                                                   |
| 1550 | 387 (2)   |         |                                                   |
| 1688 | 350       | 52      | Rückgang durch Stadtbrände, Pest und Verwüstungen |
| 1779 | 600       | 94      | Häuser = Wohnhäuser                               |
| 1801 | 435       | 79      | Häuser ohne öffentliche Gebäude                   |
| 1815 | 559       | 90      |                                                   |
| 1834 | 734       | 87      | nach SCHIFFNER (1840) 100 Häuser                  |
| 1885 | 901       | 125     |                                                   |

| Jahr | Einwohner | Gebäude | Bemerkungen                                              |
| ---- | --------- | ------- | -------------------------------------------------------- |
| 1900 | 733       | 126     |                                                          |
| 1919 | 635       |         |                                                          |
| 1941 | 816       | 151     |                                                          |
| 1948 | 1.100     |         |                                                          |
| 1970 | 805       |         |                                                          |
| 1973 | 1110      |         | Eingemeindung von Berthelsdorf, Herbergen und Seitenhain |
| 1990 | 1616 (3)  |         | darunter 879 in Liebstadt selbst                         |
| 1994 | 1562      |         | Eingemeindung von Döbra, Großröhrsdorf und Walthersdorf  |
| 1998 | 1492      | 402     | Häuser = Wohngebäude, 714 Wohnungen                      |
| 2004 | 1394      | 420     | Häuser = Wohngebäude, 737 Wohnungen                      |

| Jahr | Einwohner |
| ---- | --------- |
| 2005 | 1375      |
| 2007 | 1348      |
| 2008 | 1357      |
| 2009 | 1351      |
| 2010 | 1331      |
| 2012 | 1376      |
| 2013 | 1362      |
| 2021 | 1271      |

Zusammenstellung nach BLASCHKE 2003; Freunde und Förderer von Schloß Kuckuckstein e. V. 2002; MEICHE 1927 und Angaben des Statistischen Landesamtes Sachsen, ab 1991: Stand zum 31. Dezember des jeweiligen Jahres
(1): geschätzt nach überlieferten Hauszahlen aus dem 16. Jahrhundert, vgl. BLASCHKE 2003

(2): errechnet nach Steuerlisten, vgl. BLASCHKE 2003

(3): Stand: 3. Oktober 1990

## Gedenkstätten
- Grabstätte auf dem Friedhof des Ortsteiles Döbra für einen Wehrmachtssoldaten namens Braasch, der noch am 8. Mai 1945 in der Nähe von Berthelsdorf von SS-Männern ermordet und später in Döbra begraben wurde

## Politik

### Stadtrat
- SPD: 1
- FWL: 8
- BIW: 1
- CDU: 2

Seit der Stadtratswahl am 9. Juni 2024 verteilen sich die 12 Sitze des Stadtrates folgendermaßen auf die einzelnen Gruppierungen:
- Freie Wählervereinigung Liebstadt: 8 Sitze
- CDU: 2 Sitze
- Bürgerinitiative Waltersdorf: 1 Sitz
- SPD: 1 Sitz

| Liste                             | 2024   | 2024   | 2019   | 2019   | 2014   | 2014   |
| Liste                             | Sitze  | in %   | Sitze  | in %   | Sitze  | in %   |
| --------------------------------- | ------ | ------ | ------ | ------ | ------ | ------ |
| Freie Wählervereinigung Liebstadt | 8      | 71,3   | 4      | 55,2   | 5      | 40,9   |
| CDU                               | 2      | 15,2   | 5      | 44,8   | 6      | 47,3   |
| Bürgerinitiative Waltersdorf      | 1      | 8,9    | –      | –      | –      | –      |
| SPD                               | 1      | 4,5    | –      | –      | –      | –      |
| WV „Bürger für Liebstadt“         | –      | –      | –      | –      | 1      | 11,8   |
| Wahldiagramm                      | 74,3 % | 74,3 % | 69,7 % | 69,7 % | 66,5 % | 66,5 % |

### Bürgermeister
Im Januar 2019 wurde Hans-Peter Retzler (Die Linke) als einziger Kandidat als Bürgermeister wiedergewählt. Er war von 1998 bis 2023 im Amt. Auf ihn folgte Kristin Grahl.
| Wahl | Bürgermeister      | Vorschlag | Wahlergebnis (in %) |
| ---- | ------------------ | --------- | ------------------- |
| 2023 | Kristin Grahl      | Grahl     | 56,3                |
| 2019 | Hans-Peter Rätzler | Linke     | 97,6                |
| 2012 | Hans-Peter Rätzler | Linke     | 72,2                |
| 2005 | Hans-Peter Rätzler | PDS       | 77,3                |
| […]  |                    |           |                     |
| 1994 | Gerhard Schulze    | FWV L     | 77,3                |

## Kultur, Sport und Bildung

### Sehenswürdigkeiten

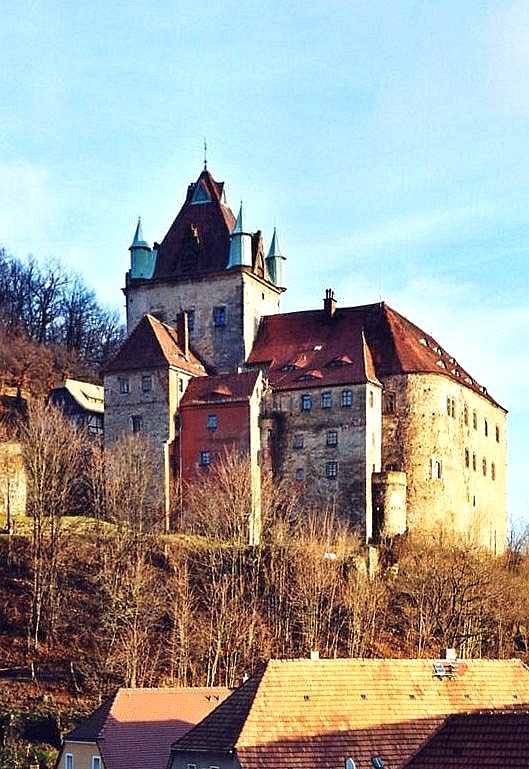
Liebstadt: Schloss Kuckuckstein
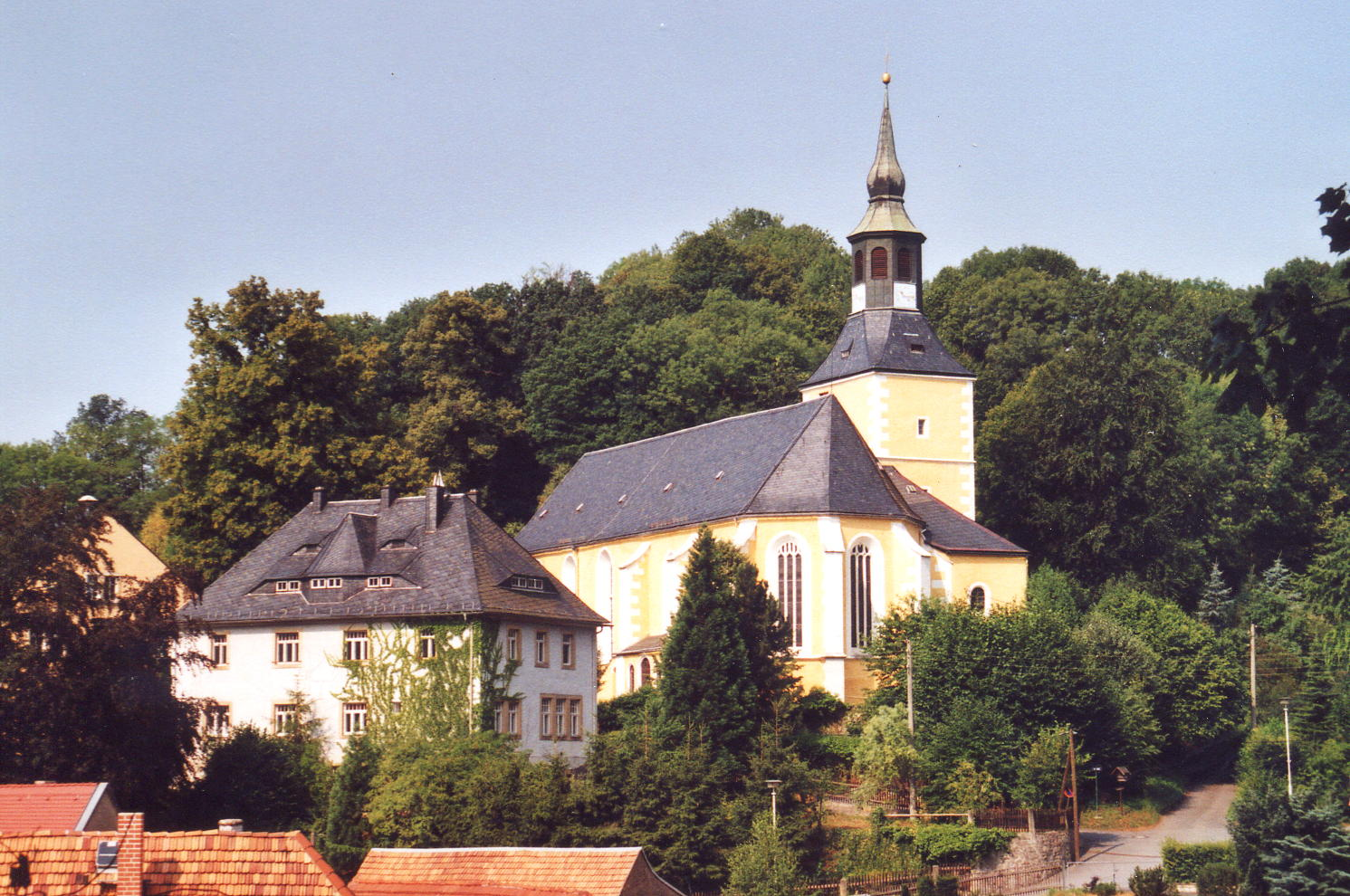
Liebstadt: ev.-luth. Kirche
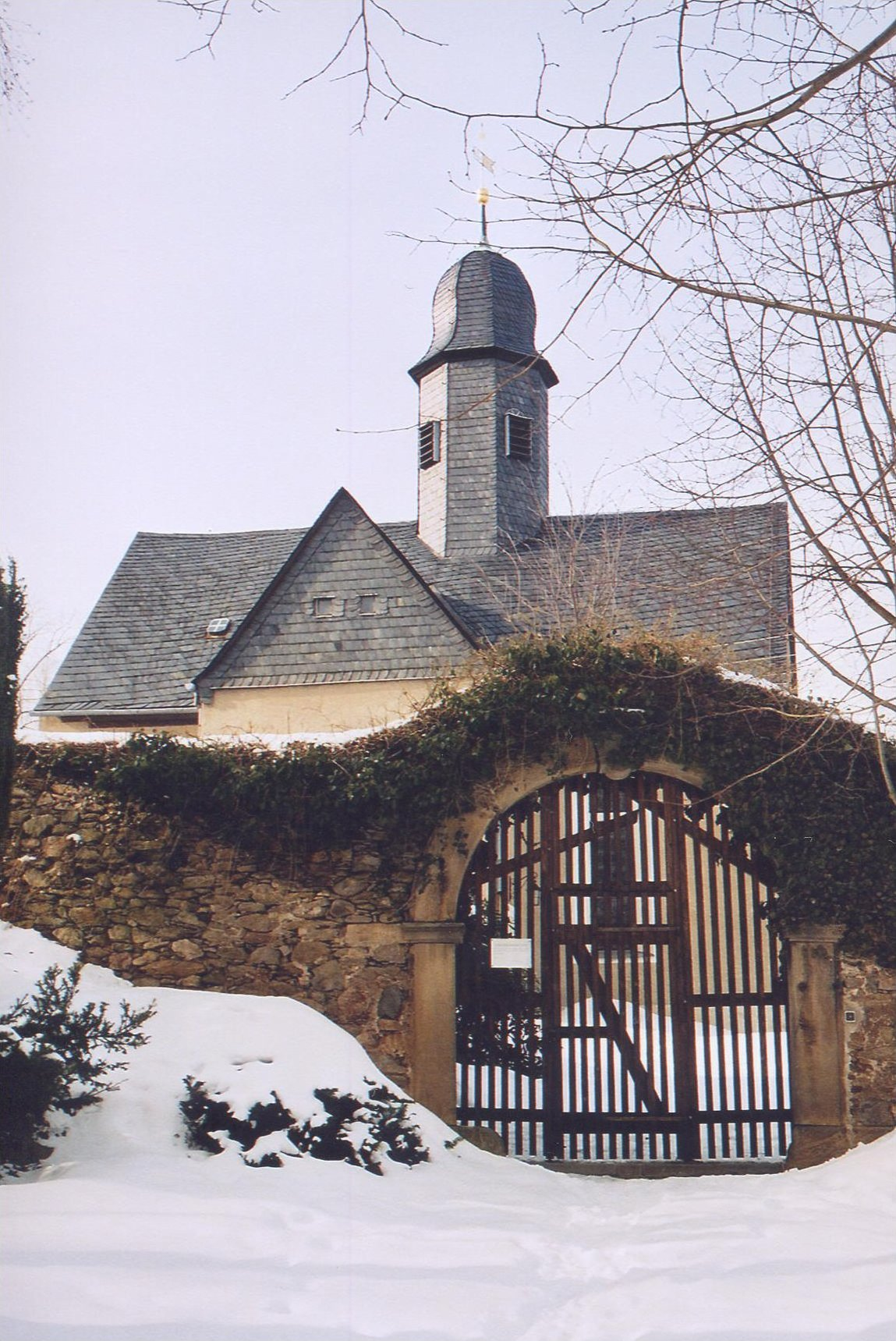
Döbra: ev.-luth. Kirche
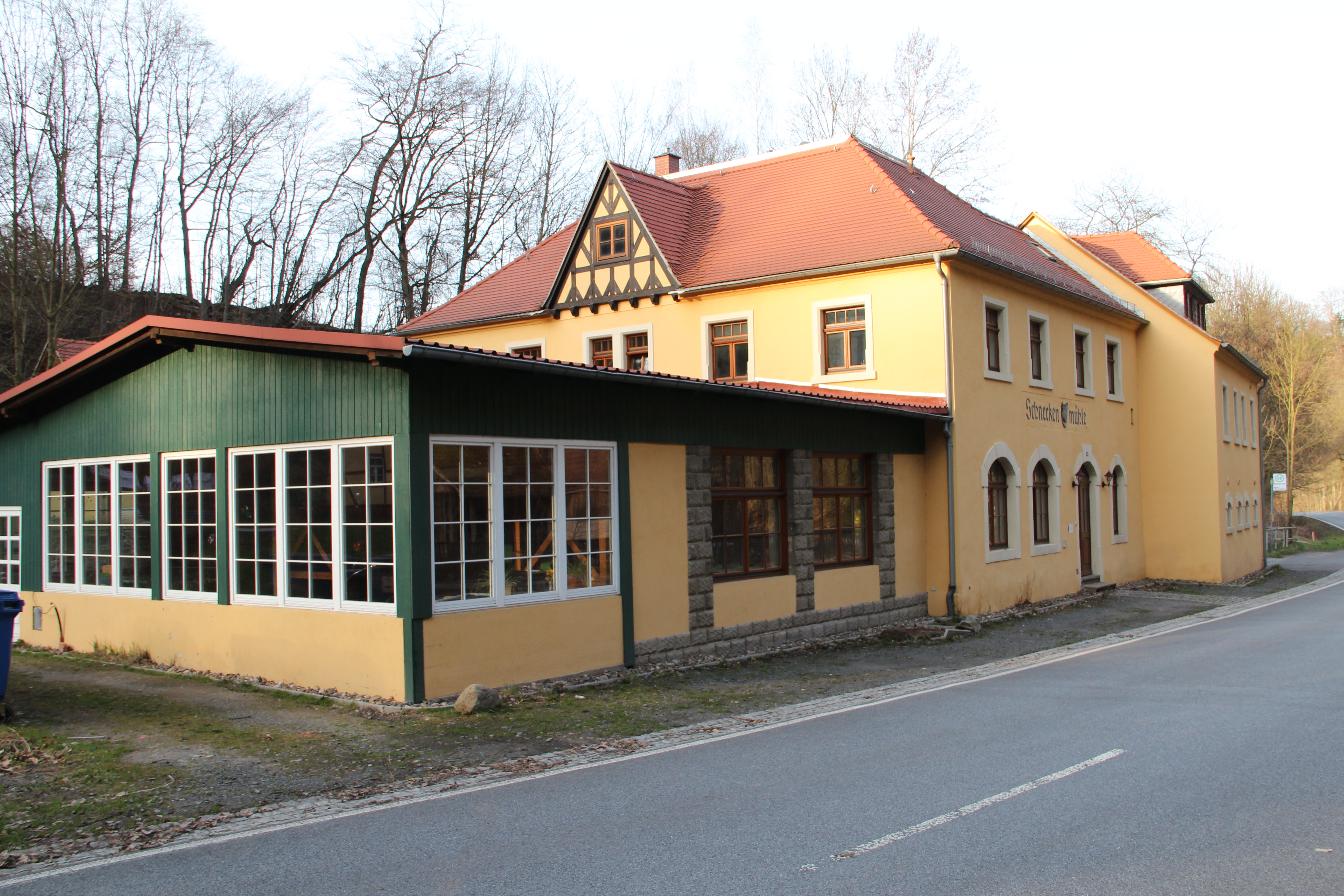
Schneckenmühle, erstm. 1555 urkundlich erwähnt

Liebstadt
- Schloss Kuckuckstein mit Freimaurerloge, Heimatmuseum und Rittersaal
- Ev.-Luth. Kirche Liebstadt: Die spätgotische flachgedeckte Saalkirche stammt aus dem 15. Jahrhundert. In ihrem Innenraum befindet sich u. a. eine Sandstein-Renaissance-Kanzel (1577), ein wertvoller dreiteiliger Altar (1673) mit Bildtafeln eines niederländischen Meisters sowie ein spätgotisches Sternengewölbe.
- Turmwindmühle: An der Straße nach Döbra befindet sich die Ruine einer der letzten Windmühlen im Osterzgebirge. Sie war bis 1870 in Betrieb.
- Königlich-sächsischer Meilenstein (Stationsstein) vom Postkurs Pirna – Liebstadt aus der Zeit von 1859–65 am Schlossberg in Liebstadt
- Kriegerdenkmal: Ende des 19. Jh. anstelle der Kursächsischen Postdistanzsäule auf dem Markt in Liebstadt errichtet (eingelagert im Ortsteil Herbergen)
- Nachbildung der Kursächsischen Postmeilensäule von 1732 am Markt. Sie wurde am 16. Juni 2019 eingeweiht.

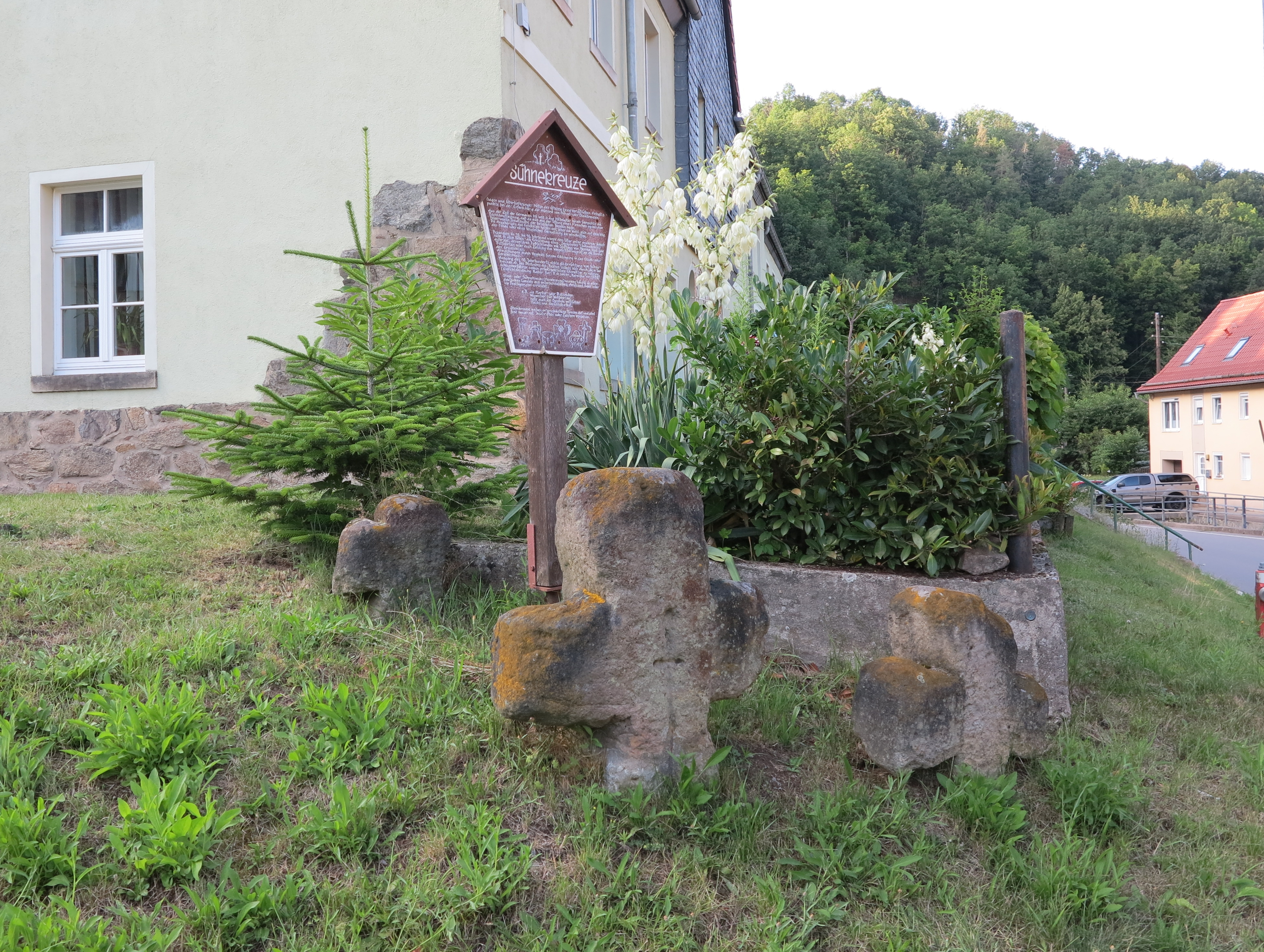
Solche Steinkreuze erinnerten im Mittelalter an den meist gewaltsamen Tod eines Menschen, Foto Juli 2025

- Solche Steinkreuze erinnerten im Mittelalter an den meist gewaltsamen Tod eines Menschen, Foto Juli 2025An der ehemaligen Schule, Glashütter Str. 6, befindet sich eine kleine Steinkreuzgruppe.

Döbra
- Kirche: Einzelne Elemente (u. a. spätgotische Fresken aus dem 15. Jahrhundert) der ersten, 1346 erwähnten Kirche sind noch erhalten. Nach ihrer Zerstörung wurde sie 1507 neu errichtet. Die farbenfrohe Innenausstattung stammt aus dem 17. und 18. Jahrhundert. Sehenswert sind die bemalte Holzdecke und das zinnerne Taufbecken (1618).

Schneckenmühle
- Schneckenmühle: 1555 erstmals urkundlich erwähnte, ehemalige Wassermühle. Seit dem 19. Jh. als Ausflugslokal und Pension genutzt. Seit den 1960er Jahren wurde rings um die denkmalgeschützte Schneckenmühle ein Ferienlagerobjekt errichtet, das sich beiderseits der Seidewitz das Tal entlangschlängelt. Bemerkenswert ist auch eine alte Holzscheune, die ebenfalls unter Denkmalschutz steht, da sie ohne jegliche Metallverbindungen gebaut worden ist und 2013 von Wandergesellen denkmalgerecht gesichert und restauriert wurde. Seit 1991 wird das Kinderferienlager Schneckenmühle vom Kinderdorf Schneckenmühle e. V. betrieben und saniert bzw. modernisiert; der Verein veranstaltet ganzjährig ehrenamtlich Ferienlager, und außerhalb der Ferien werden Gruppen beherbergt.

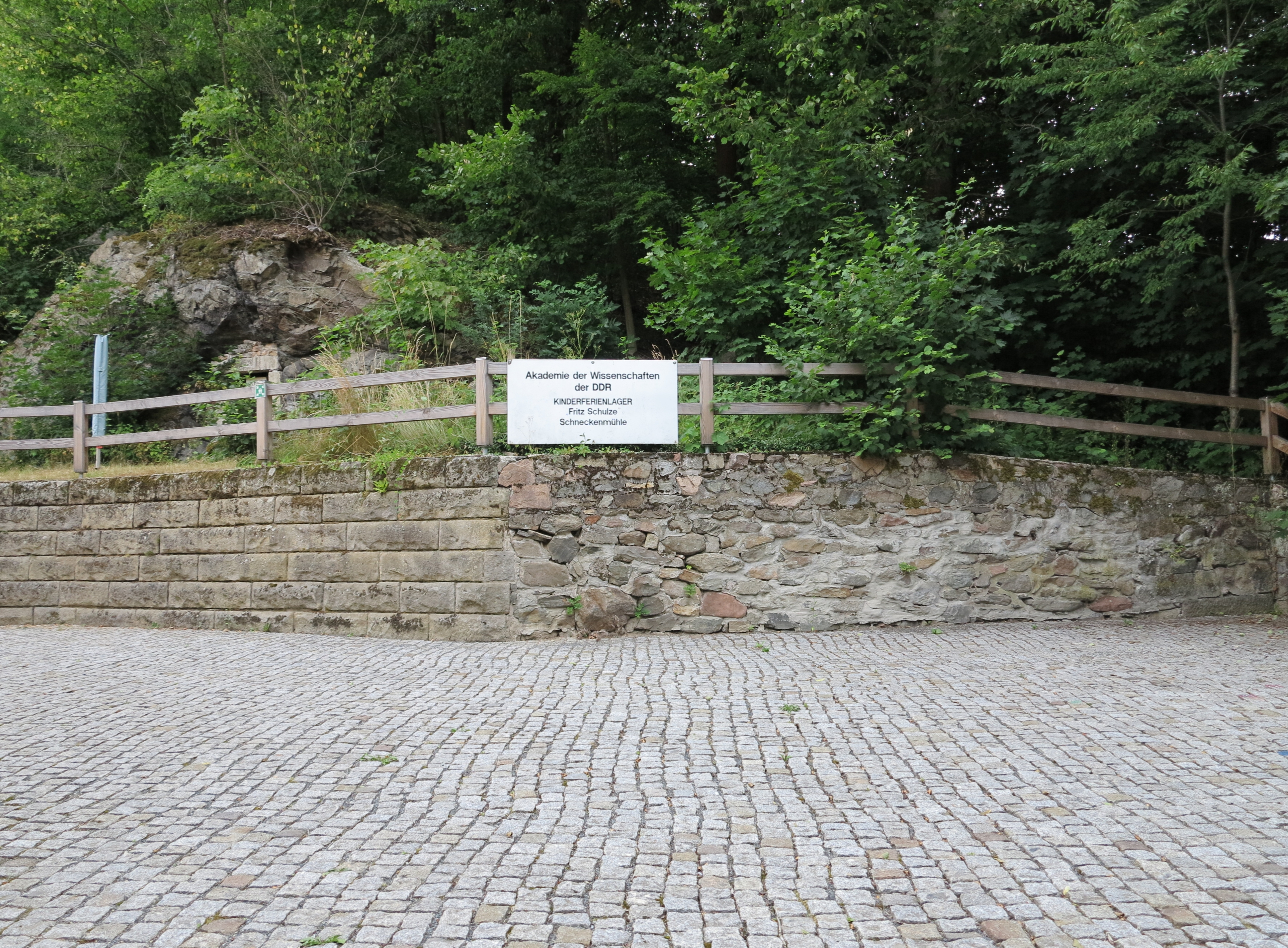
Ferienlager Schneckenmühle, Foto Juli 2025

Das Ferienlager Schneckenmühle ist Handlungsort des Romans „Schneckenmühle. Langsame Runde“ von Jochen Schmidt, der im Sommer vor dem Mauerfall spielt. Schmidt war selber von 1977 bis 1985 als Kind im damaligen Ferienlager der Zentrale der Akademie der Wissenschaften der DDR. Das Ferienlager ist nach Fritz Schulze benannt.

### Naturschutz
- Siehe auch: Liste der Naturdenkmale in Liebstadt

### Kulturelle Höhepunkte und Freizeitaktivitäten
- Stadtfest (Erstes Wochenende im Juni)
- Veranstaltungsreihe der ev.-luth. Kirche Liebstadt (Lesungen, Vorträge usw.)
- Veranstaltungen der Liebstädter Vereine (Männerchor, Freiwillige Feuerwehr, Liebstädter Kuckucks-Guggen)

### Sport
- Liebstädter Sportverein e. V.
- SG Großröhrsdorf e. V.

### Schule
Liebstadt verfügt über eine Grundschule.

## Wirtschaft und Verkehr

### Entwicklung der Wirtschaft
Die im 19. Jahrhundert einsetzende Industrialisierung hat die wirtschaftlichen Verhältnisse Liebstadts kaum berührt. Die Region blieb am Rande der sich im Elbtal und den Nachbartälern entwickelnden Industriestandorte, da die neuen vom Elbtal ins Osterzgebirge führenden Eisenbahnlinien die Stadt umgingen und auch ein Straßenanschluss durch das Seidewitztal erst vergleichsweise spät (1871/72) realisiert wurde.

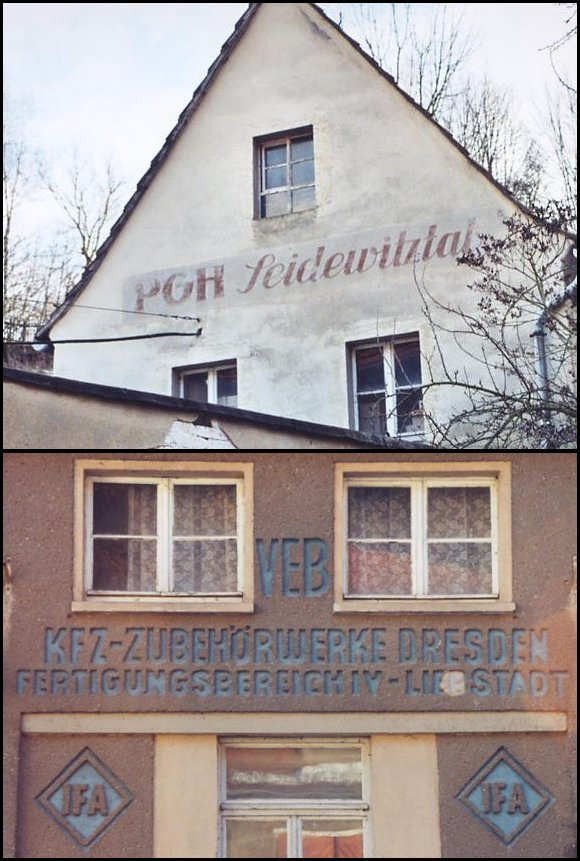
Liebstadt: alte Gewerbeinschriften aus der DDR-Zeit

Ende der 1980er Jahre prägten folgende Unternehmen die Wirtschaftsstruktur:
- VEB Pentacon im Kombinat Carl-Zeiss-Jena, Objekt 17 Liebstadt: Herstellung von Kamerateilen, etwa 50 Beschäftigte
- IFA-Kfz-Zubehörwerk Dresden, Betriebsteil 4 Liebstadt: Produktion von Fliehkraftdrehzahlreglern, etwa 45 Beschäftigte
- VEB Solidus Dresden, Fertigungsbereich Mechanik Liebstadt: Herstellung mechanischer Einzelteile für technische Geräte, etwa 30 Beschäftigte
- Meliorationsgenossenschaft Pirna, Sitz Liebstadt: Durchführung von Maßnahmen zur Werterhöhung des Bodens in der Region um Pirna, etwa 30 Beschäftigte

Bedeutendster Arbeitgeber im näheren Umfeld war aber die LPG Osterzgebirge in Börnersdorf, die mit etwa 330 Beschäftigten etwa 3000 ha landwirtschaftliche Nutzfläche bearbeitete und Viehzucht betrieb.
Die heutige Wirtschafts- und Unternehmensstruktur wird von Klein- und Kleinstbetrieben dominiert, die, oftmals als Familienbetrieb geführt, die Zweige typisch kleinstädtischer Handwerke und Dienstleistungen abbilden. In Liebstadt und seinen Ortsteilen sind u. a. folgende Gewerbezweige ansässig: Fleischer, Gastronomie, Friseur, Schlosser, Elektriker, Fuhrunternehmen, Autohandel, Lebensmittel, Drogerie, Tischler, Fahrradhandel, Küchenstudio.
Allerdings kommt es aufgrund mangelnder Nachfrage in Liebstadt und seinen Ortsteilen bereits seit den 1970er Jahren und verstärkt seit 1990 zu einer spürbaren Ausdünnung der Infrastruktureinrichtungen. Das betrifft zum Beispiel die Einstellung von Busverbindungen zu Tagesrandlagen und an Wochenenden und die Schließung von Dienstleistungs- und Einzelhandelseinrichtungen mangels Nachfrage und fehlender Geschäftsnachfolger. In Liebstadt selbst sind im Gegensatz zu 1970 folgende Gewerbe- und Dienstleistungszweige heute gar nicht mehr vorhanden (Auswahl): Bäcker, Bekleidungsgeschäft, Cafe, Rundfunk- und Fernsehgeschäft, Schuhladen, Tankstelle, Uhrmacher. Auch von den noch 1990 vorhandenen 3 Kindergärten mussten zwei schließen. Aufgrund der demographischen Entwicklung muss in den kommenden Jahren mit einer weiteren Ausdünnung der Daseinsinfrastrukturen gerechnet werden.
Neben den oben genannten Gewerbezweigen ist auch die Landwirtschaft noch von Bedeutung. Agrargenossenschaften und selbstständige Bauern bewirtschaften in allen Ortsteilen noch Flächen bzw. betreiben Viehzucht.

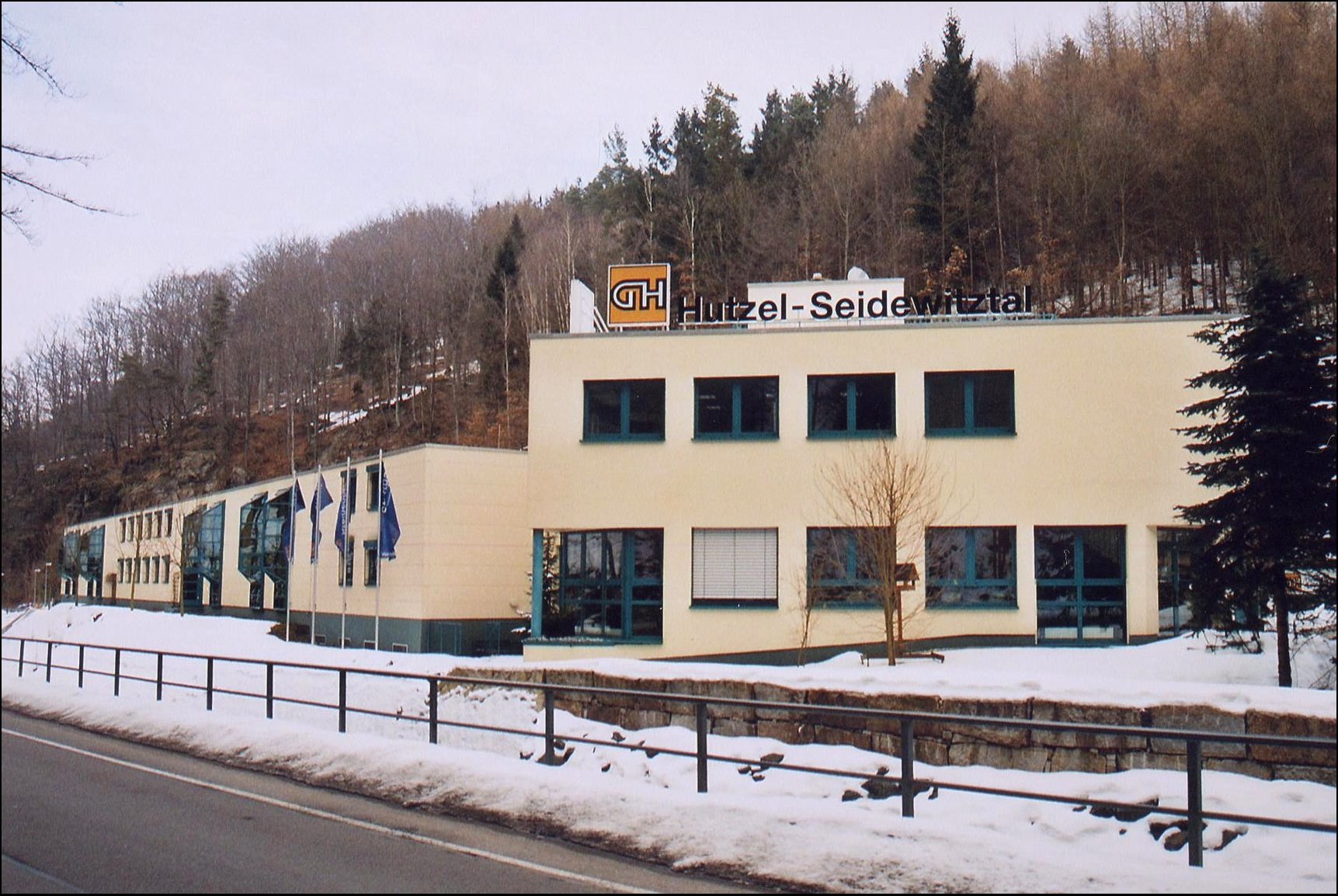
Liebstadt: Hutzel Seidewitztal GmbH

Neben diesen Zweigen haben aber nur drei nennenswerte mittelständische Betriebe ihren Sitz in Liebstadt. Die Hutzel Seidewitztal GmbH repräsentiert im Verband der Hutzel-Gruppe das Zentrum Deutschland-Ost für montagereife Präzisionsdrehteile, die aus allen zerspanbaren Werkstoffen (auch Titan, Tantal, Zirconium) hergestellt werden. Abnehmer finden sich vor allem in der Autoindustrie, Medizintechnik, im Maschinenbau und der Wehrtechnik. Zu den Kunden des Unternehmens zählen auch die DaimlerChrysler AG und die Bosch AG sowie die Ecoform Umformtechnik GmbH. Die Hutzel Seidewitztal GmbH ist mit etwa 90 (2006) Mitarbeitern wichtigster Wirtschaftsfaktor in Liebstadt und ein bedeutender Bestandteil im Netzwerk der feinmechanischen Betriebe im Osterzgebirge. Zu diesem Netzwerk zählt auch die im Ortsteil Döbra ansässige Präzimat Feinmechanik GmbH mit ihren 18 Beschäftigten. Die 1950 gegründete Firma produzierte bis 1990 vor allem Drehteile für Haushaltsgeräte. Heute liegt der Schwerpunkt des Produktionsspektrums im Bereich der Komponentenzulieferung für Gasgerätehersteller und Produzenten von Armaturen, Mess- und Regeltechnik. Als dritte Firma muss die Tief- und Straßenbau Seidwitztal GmbH in Liebstadt genannt werden, ein Baubetrieb mit etwa 50 Beschäftigten (in Insolvenz seit Dezember 2005).

### Ansässige Unternehmen
- Hutzel Seidewitztal GmbH (Liebstadt): Fertigung montagereifer Präzisionsdrehteile (etwa 90 Mitarbeiter)
- Präzimat Feinmechanik GmbH (im OT Döbra): Herstellung feinmechanischer Komponenten (18 Mitarbeiter)

### Verkehr

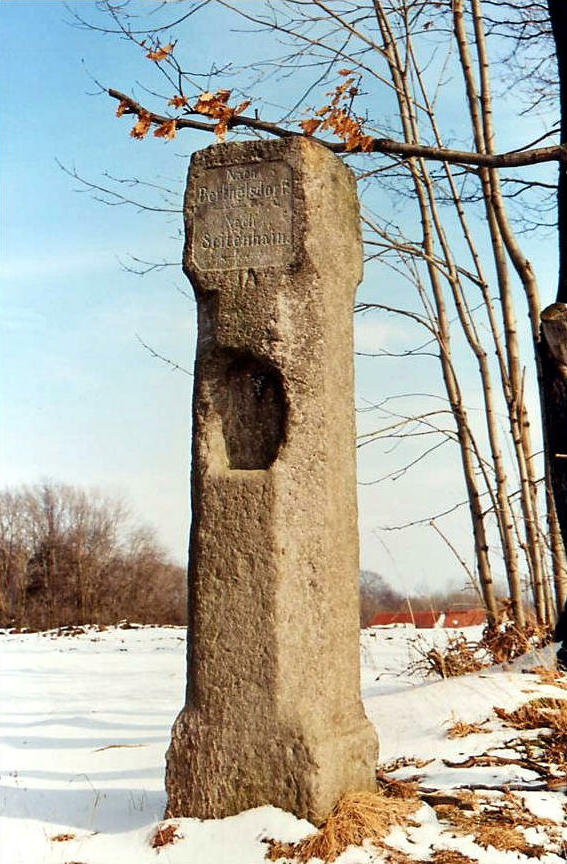
Liebstadt: sogenannte Martersäule am alten Pilgerweg nach Nordböhmen

Bereits seit vorgeschichtlicher Zeit führten vereinzelte Wege aus dem Elbtal kommend über Dohna nach Kulm und weiter in die böhmischen Lande. Diese Wege bevorzugten beim Übergang über den Gebirgsrücken zwischen Sachsen und Böhmen das Osterzgebirge, da hier die Höhenlagen am niedrigsten und der ursprünglich dichte Waldgürtel des Grenzwaldes am schmalsten waren. Die Wegebündel des Kulmer Steiges nutzten auch die Höhenrücken westlich und östlich Liebstadts. Belegt ist zum Beispiel die Existenz eines mittelalterlichen Pilgerweges, der bis zum 16. Jahrhundert vom Elbtal kommend über Dohna, Burkhardswalde, Seitenhain, Berthelsdorf, Lauenstein und Krupka zum Kloster Mariaschein nahe Graupen (Krupka) in Böhmen führte. Ein anderer Weg verlief von Dohna über Nentmannsdorf, Herbergen, Göppersdorf und Breitenau nach Böhmen. Dieser Weg erlangte ab dem 18. Jahrhundert als Alte Dresden-Teplitzer Poststraße Bedeutung.
Neben diesen Nord-Süd-Verbindungen wurde der Liebstädter Raum auch von einer als Alte Eisenstraße bezeichneten Ost-West-Verbindung tangiert. Dieser nördlich der Stadt verlaufende mittelalterliche Weg verband die Eisenerzgruben um Berggießhübel und Bad Gottleuba bis zu ihrem Niedergang nach dem Dreißigjährigen Krieg mit den Hammerwerken und Hütten in den Tälern von Müglitz und Weißeritz. All diese Wege hatten aber bis zum 19. Jahrhundert aufgrund wirtschaftlicher Wandlungen an Bedeutung verloren, so dass Liebstadt in eine abseitige und verkehrsungünstige Lage geriet. Die Stadt bemühte sich deshalb in der zweiten Hälfte des 19. Jahrhunderts verstärkt um einen Eisenbahnanschluss. Planungen, die eine Linienführung durch das Seidwitztal über Liebstadt nach Böhmen bzw. einen Anschluss zur Müglitztalbahn oder der Strecke Freiberg–Moldava–Most vorsahen, kamen aber wegen mangelnder Rentabilität und dem Ausbruch des Ersten Weltkrieges nicht zur Ausführung. Dafür wurde das Straßennetz ausgebaut. Französische Kriegsgefangene errichteten 1871 die Seidwitztalstraße nach Pirna. Danach folgten die Verbindungen nach Döbra (1871/72), Schlottwitz (1881), Börnersdorf (1903) und Göppersdorf (1906).
Aufgrund des fehlenden Eisenbahnanschlusses wurde Liebstadt bereits 1920 und damit vergleichsweise frühzeitig durch eine Buslinie mit Pirna verbunden. Zusammenfassend lässt sich aber feststellen, dass Liebstadt aufgrund ungünstiger bzw. fehlender Verkehrsverbindungen seine wirtschaftlichen Potenziale im 19. Jahrhundert so gut wie gar nicht ausschöpfen konnte und beträchtlich hinter der Entwicklung benachbarter Städte wie Glashütte oder Berggießhübel zurückfiel. Die vor über 100 Jahren erbauten Straßen bilden auch heute noch das Grundgerüst des Verkehrsnetzes. Unter ihnen kommt der Seidewitztalstraße (Staatsstraße 176) als Verbindung ins Mittelzentrum Pirna und in den Ballungsraum Dresden eine besondere Bedeutung zu. Der Busregionalverkehr wird durch die Regionalverkehr Sächsische Schweiz-Osterzgebirge GmbH (vormals OVPS) realisiert, welche aber die Verbindungen in den Liebstädter Raum in den letzten Jahren aufgrund mangelnder Nachfrage spürbar ausgedünnt hat. Seit 2006 führt über den Höhenrücken östlich von Liebstadt in der Nähe von Herbergen die Bundesautobahn 17 Dresden–Prag vorbei. Die Stadt selbst erhielt allerdings keinen eigenen Anschluss. Die nächsten Anschlussstellen Bahretal und Bad Gottleuba befinden sich bei Friedrichswalde 5 km nordöstlich bzw. bei Börnersdorf 4 km südöstlich der Stadt.

## Persönlichkeiten
- Georg Marggraf (* 20. September 1610 in Liebstadt (nach anderen Quellen Döbra), † Januar 1644 S. Paulo de Loanda (Angola)), Geograph, Astronom, Leibarzt, Doktor der Medizin und Naturwissenschaften, bedeutendster deutscher Brasilienforscher des 17. Jahrhunderts
- Heinrich Eichler d. Ä. (* 1637 in Liebstadt; † 1739) fertigte als bedeutender „Silberkistler“ in Augsburg Prunkkabinette in Miniaturform an[5][6]
- Christian Gotthard Wilisch (* 1691 in Liebstadt; † 1730 in Pirna), Arzt und Mitglied der Gelehrtenakademie Leopoldina
- Christian Benjamin Geißler (* 1743 in Holzkirchen bei Lauban, Sterbedatum unbekannt aber nach 1813 wahrscheinlich in Liebstadt) „Rebell von Liebstadt“, Wortführer beim Bauernaufstand von 1790, Verfasser der Schrift „Pro Memoria“ (1790)
- Benjamin Heyne (* 1770 in Döbra; † 6. Februar 1819 in Vappera, Britisch-Indien), Missionar, Botaniker und Naturforscher
- Carl Adolf von Carlowitz (* 1771 in Großhartmannsdorf bei Freiberg; † 1837 in Breslau) Besitzer von Schloss Kuckuckstein, General unter dem russischen Zaren Alexander I. im Kampf gegen die Napoleonische Fremdherrschaft
- Adolph Ferdinand Haynel (* 1797 in Döbra, † in Philadelphia) Homöopath, in Leipzig Nachfolger von Samuel Hahnemann (Begründer der Homöopathie)
- Karl Adolf von Carlowitz (* 19. März 1853 in Liebstadt; † 2. August 1928 in Großhartmannsdorf), Politiker und Rittergutsbesitzer
- Artur Henne (* 13. Februar 1887 in Dresden; † 19. Februar 1963 in Liebstadt), Maler

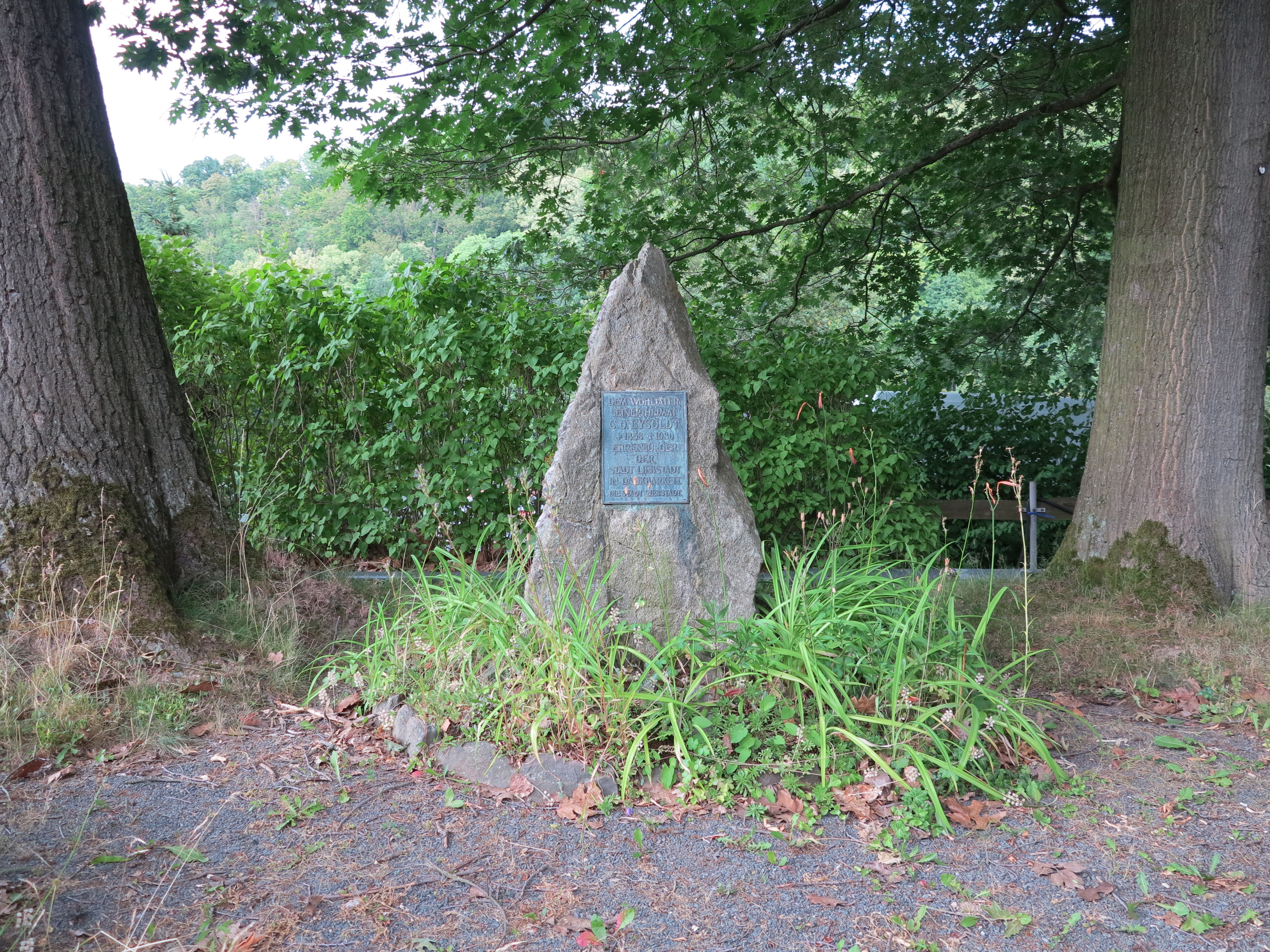
Gedenkstein für C. O. Eysoldt

- Gedenkstein für C. O. EysoldtDem Wohltäter und Ehrenbürger Liebstadts C. O. Eysoldt (* 1853; † 1930) ist ein Gedenkstein an der nach ihm benannten Eysoldtstraße gewidmet.

## Filmografie
- 37 Grad: Schwarze Haut – weißer Hass. Dokumentation, 30 Min., ein Film von Gregor Bialas, Produktion: ZDF, Erstausstrahlung: 6. November 2007, weiterführende Informationen des ZDF.